# Апуани
Апуаните (Apuani) са древно италийско племе, живяло в Лигурия. Наричани са лигури – апуани.
През 187 пр.н.е. консул Гай Фламиний води битки с лигурските апуани.
През 185 пр.н.е. апуаните са подчинени на Римската република от Марк Семпроний Тудицан.
През 180 пр.н.е. Марк Бебий Тамфил e проконсул на Лигурия. Суфектконсулът Квинт Фулвий Флак води битка с тях, 7000 апуани се предават. Двамата преселват народа апуани в Самниум.